# Bugs Bunny: Crazy Castle 3
Bugs Bunny: Crazy Castle 3 (バックス・バニー クレイジーキャッスル3?, Bakkusu Banī Kureijī Kyassuru Surī) è un videogioco sviluppato dalla Kemco e pubblicato dalla Nintendo per Game Boy Color. Come i precedenti giochi Crazy Castle, la versione inglese è un remake di un altro gioco giapponese, Soreike! Kid: Go! Go! Kid (parte della serie Kid Klown), che fu pubblicato il 12 luglio del 1997 dalla Kemco. L'unica differenza oltre al personaggio diverso è l'aggiunta del colore.

## Accoglienza
| Testata           | Giudizio |
| ----------------- | -------- |
| Allgame           | 4,5/5    |
| IGN               | 6/10     |
| Nintendo Land     | 83%      |
| Nintendo Magazine | 80%      |
| PVG24             | 3/5      |

Peer Schneider di IGN ha assegnato al gioco un 6 su 10, dichiarando che, a parte la grafica aggiornata, offriva poche innovazioni rispetto ai due precedenti titoli di Bugs Bunny per Game Boy, ritenendo inoltre che fosse facile e nel complesso divertente, ma ha diffidato i giocatori dall' "aspettarsi qualcosa di veramente nuovo." Arron Curtiss del Los Angeles Times ha definito il gioco "un grande rompicapo che avrebbe funzionato bene con qualsiasi eroe", e che molto del gioco derivasse dalla familiarità data dal personaggio di Bugs Bunny. L'autore ha inoltre dichiarato il maggiore uso dei colori rispetto ai precedenti titoli della serie Crazy Castle gli avesse dato "nuova vita", e che "Crazy Castle 3" fa buon uso della tavolozza assegnando personaggi specifici a livelli specifici." Il suo sistema di password è stato visto come controintuitivo su un dispositivo portatile, in quanto "non tutti portano con sé carta e penna per scrivere le password alfanumeriche", e che sarebbe stata preferibile una funzione di salvataggio automatico.